# Мастодонт Борсона
«Mammut» borsoni (также называемый мастодонтом Борсона) — вымерший вид хоботных из семейства мастодонтов, известный с позднего миоцена до раннего плейстоцена Евразии, распространённый от Западной Европы до Китая. Это последний известный мастодонт в Евразии, один из крупнейших видов среди всех хоботных и крупнейших известных наземных млекопитающих.

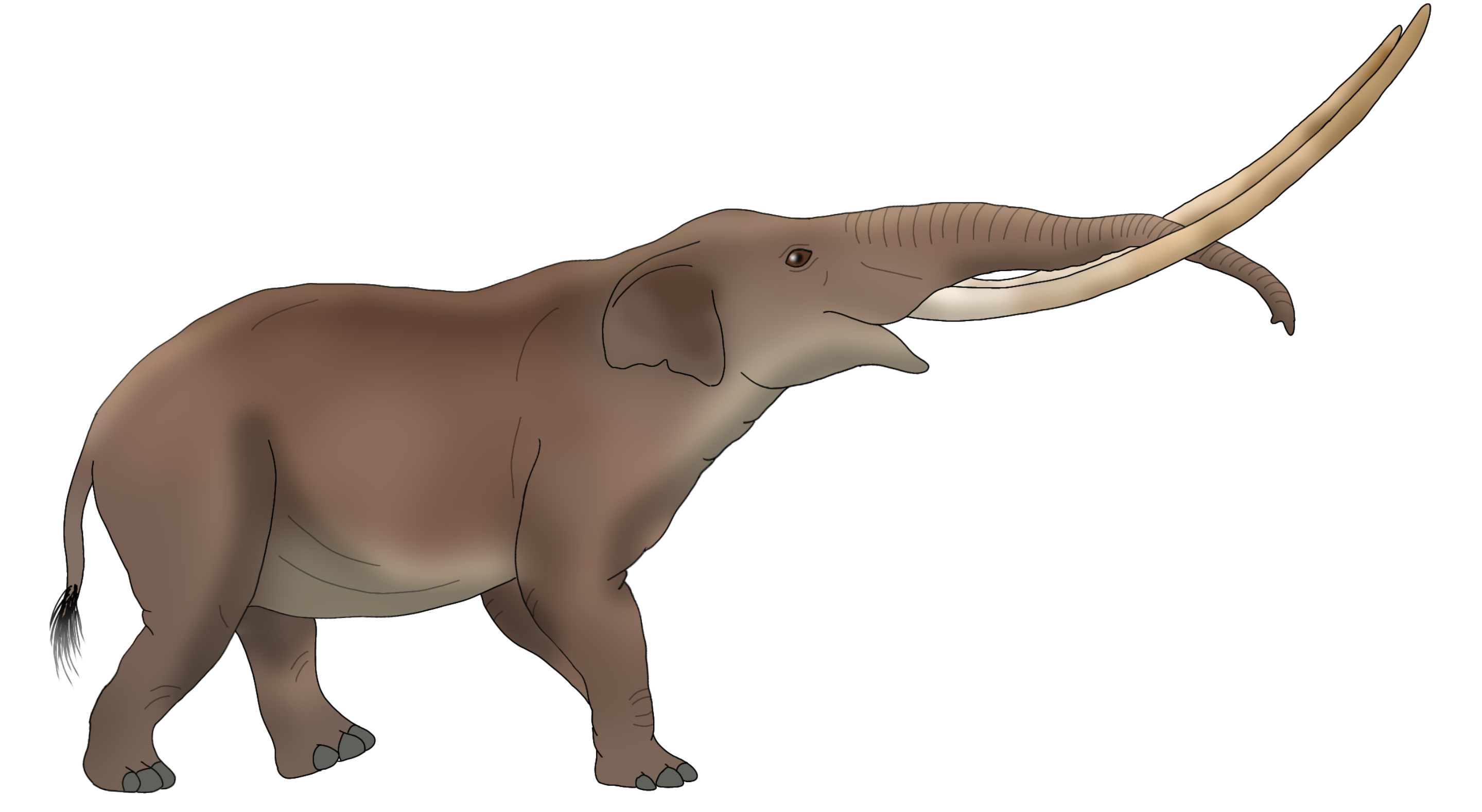
Реконструкция внешнего облика

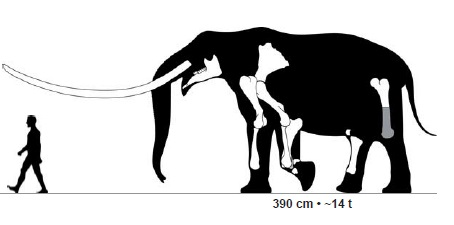
Скелетная реконструкция

## Таксономия
Мастодонт Борсона был впервые описан американским натуралистом Айзеком Хейсом в 1834 году как Mastodon borsoni по зубу, обнаруженному близ коммуны Вилланова-д'Асти в Пьемонте, Италия. Вид был назван в честь профессора Стефано Борсона, который первоначально отнес зуб к виду Mastodon giganteum. С момента своего описания его относили к родам Zygolophodon и Mammut (последний включает американских мастодонтов) . Атрибуция «М». borsoni к Mammut считается сомнительным, поскольку типовой вид Mammut известен из Северной Америки, и нет никаких доказательств миграции Mammut из Евразии в Северную Америку или наоборот, при этом сходство между североамериканским Mammut и «M.» borsoni потенциально обусловлено отдельной параллельной эволюцией от рода Zygolophodon в Евразии и Северной Америке. Из-за неопределённости в классификации вид по-прежнему временно называется «Mammut» borsoni. Некоторые авторы предпочитают относить некоторые позднемиоценовые окаменелости к виду «Mammut» obliquelophus, у которого коренные зубы по сути идентичны плиоценовому «Mammut» borsoni, но нижнечелюстной симфиз челюсти несколько более удлинённый, с более крупными нижними бивнями, а верхние бивни, вероятно, короче.

## Описание
«Mammut» borsoni — один из крупнейших известных хоботных. Исследование 2015 года показало, что некоторые не полностью повзрослевшие особи, вероятно, самцы из окрестностей деревни Милия в Греции, весили около 14 тонн при высоте в холке 3,9 метра, один экземпляр из той же местности, известный по изолированной бедренной кости, весил около 16 тонн при высоте в холке 4,1 метра; последний, как полагают, также был самцом средних размеров. Оба эти показателя веса значительно превышают вес любого известного современного слона и ставят его в один ряд с крупнейшими наземными млекопитающими, когда-либо жившими.

Полностью взрослая особь, предположительно самка, из Кальтенсундхайма, Германия, имела высоту в холке 3,2 метра и предполагаемая масса тела 7,8 тонн. Верхние бивни лишены эмалевых полос, прямые или слегка изогнутые вверх, и самые длинные из известных среди хоботных. Один сохранившийся бивень из Милии имеет длину 5,02 метра в длину, с предполагаемой массой при жизни около 137 кг. По сравнению с более ранними мастодонтами, такими как зиголофодон, нижняя челюсть (особенно нижнечелюстной симфиз) относительно короткая, но все еще имеет небольшие нижние бивни. В челюстях, по-видимому, отсутствовали постоянные премоляры, которые присутствуют у более примитивных мастодонтов. Анатомия локтевой, лучевой, бедренной костей и костей стопы "Mammut" borsoni морфологически больше похожа на таковые у американского мастодонта, чем Zygolophodon turicensis, хотя для плечевой и большеберцовой костей верно обратное при этом морфология костей конечностей более грацильная/менее крепкая, чем у американского мастодонта.

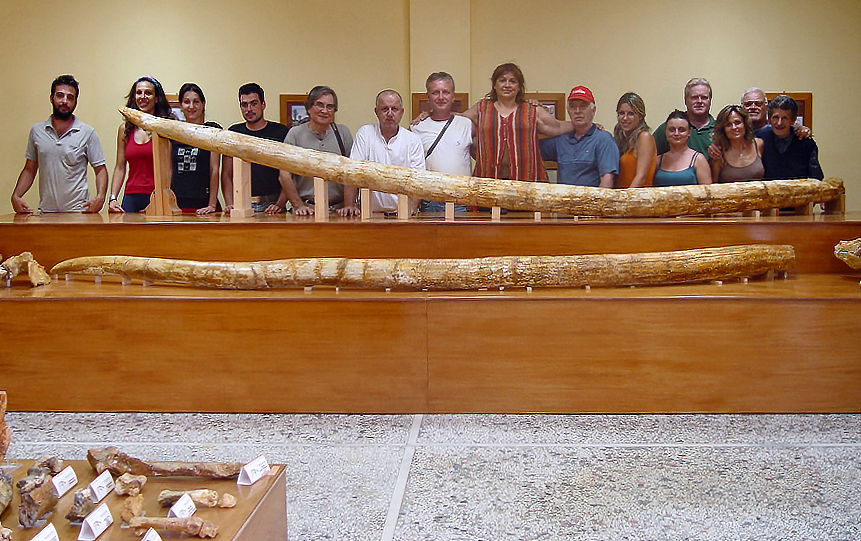
Бивни "M." Borsoni из Милии - самые длинные бивни когда либо найденные
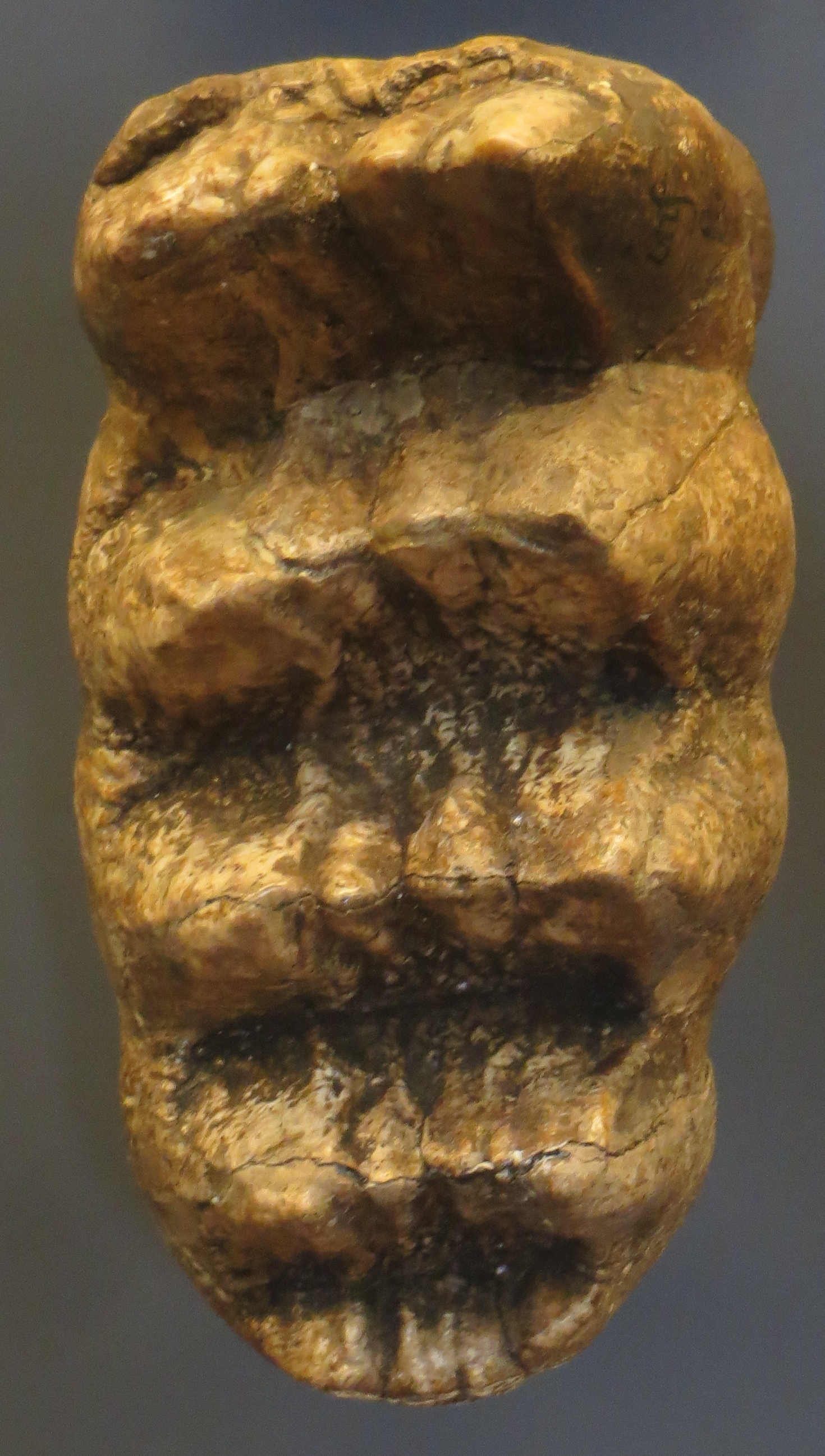
Моляр
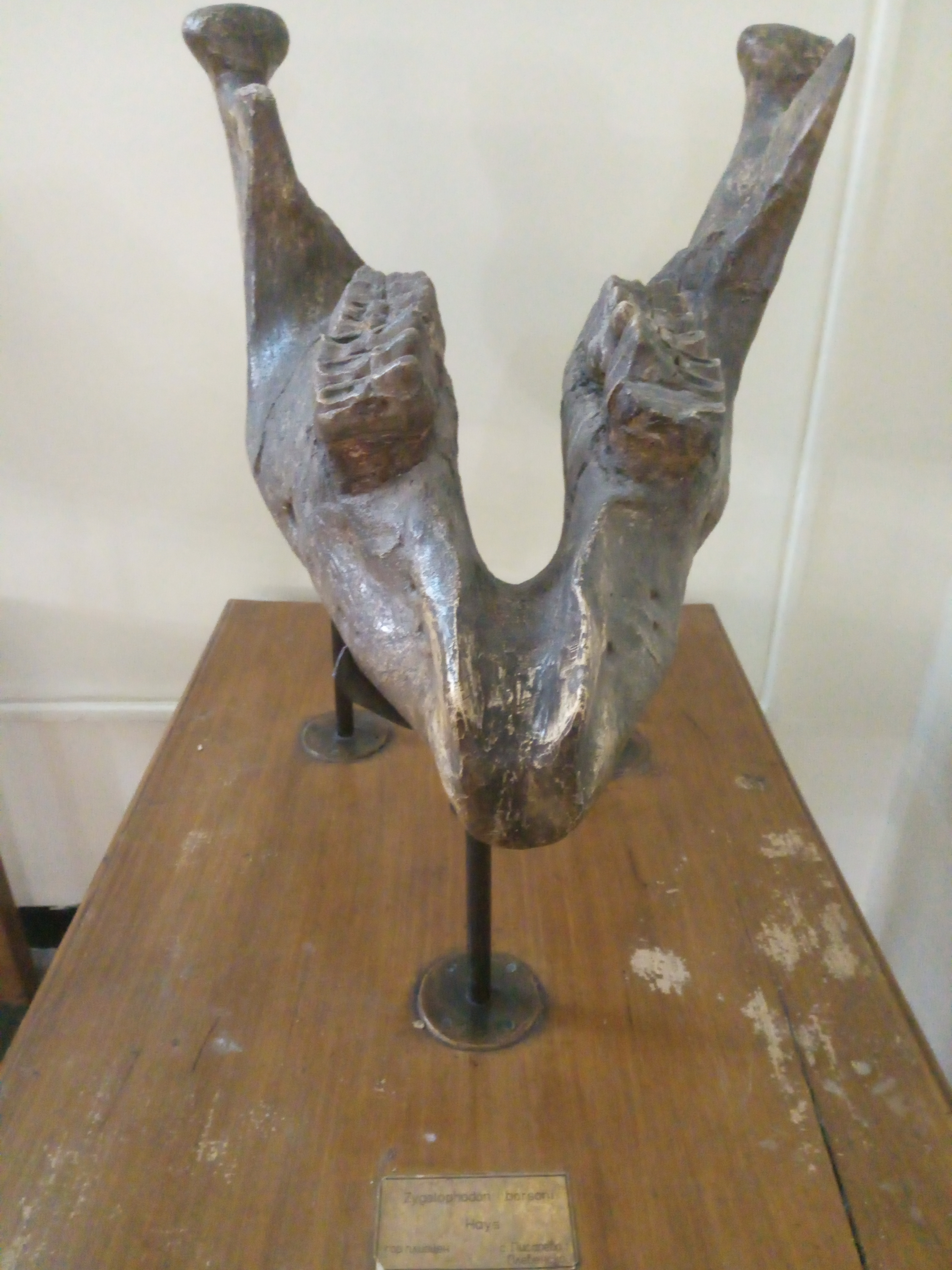
Нижняя челюсть

## Экология
Анализ микро- и мезоизноса зубов образцов из плиоцена Румынии и Англии соответственно позволяет предположить, что «М». borsoni питался в основном листьями и ветками древесных растений. В плиоценовой Европе он сосуществовал с другими видами хоботных, включая мамонта Mammuthus rumanus и «тетралофодонтного гомфотерия» Anancus arvernensis. Другие животные, которые жили рядом с «Mammut» borsoni в позднем плиоцене Европы, включают тапира Tapirus arvernensis, обезьяну Mesopithecus monspessulanus , быка Leptobos stenometopon, свинью Sus minor, оленя Pseudodama lyra, носорога Stephanorhinus elatus, саблезубую кошку Homotherium crenatidens, гиен Pliocrocuta perrieri и Chasmaporthetes lunensis, а также гигантского гепарда Acinonyx pardinensis.

## Распространение и хронология
«Mammut» borsoni известен из мест по всей Европе, от Пиренейского полуострова на западе до Украины и Греции на востоке. Останки также были обнаружены в Китае. Некоторые авторы предполагают, что этот вид произошел от Zygolophodon turicensis. Самые древние образцы датируются поздним миоценом, а самые молодые — ранним плейстоценом, около 2–2,5 миллионов лет назад.